# House of Pain
House of Pain er en amerikansk hip hop gruppe fra Los Angeles, Californien. Gruppen havde et verdenshit med nummeret "Jump Around". Gruppen var aktiv i perioden 1992-1996. I 2010 blev gruppen dannet igen.
Gruppens frontmand Everlast har siden været aktiv som solokunstner.

## Diskografi
- House of pain (1992)
- Same as it ever was (1994)
- Truth crushed to earth shall rise again (1996)